# Comitato Olimpico delle Maldive
Il Comitato Olimpico Maldiviano (noto anche come Maldives Olympic Committee in inglese) è un'organizzazione sportiva maldiviana, nata nel 1985 a Malé, Maldive.
Rappresenta questa nazione presso il Comitato Olimpico Internazionale (CIO) dal 1985 ed ha lo scopo di curare l'organizzazione ed il potenziamento dello sport alle Maldive e, in particolare, la preparazione degli atleti maldiviani, per consentire loro la partecipazione ai Giochi olimpici. L'associazione è, inoltre, membro del Consiglio Olimpico d'Asia.
L'attuale presidente del comitato è Ibrahim Ismail Ali, mentre la carica di segretario generale è occupata da Ahmed Maezooq.
Alle Olimpiadi del 2012 le Maldive sono state rappresentate da 10 atleti.